# Kanton Villejuif-Ouest
Kanton Villejuif-Ouest (fr. Canton de Villejuif-Ouest) je francouzský kanton v departementu Val-de-Marne v regionu Île-de-France. Tvoří ho pouze západní část města Villejuif.